# Cirkus Bimbini
Cirkus Bimbini är en svensk film från 1921 i regi av Klaus Albrecht.
Filmen premiärvisades 26 september 1921 på biograf Piccadilly i Stockholm. Den spelades in vid Färgaregården i Stockholm med omgivningar av Elner Åkesson. Filmen blev 1920-talets mest utskällda film, dess uselhet ansågs ha sådana dimensioner att den nästan blev ordspråksmässig.

## Rollista (i urval)
- Lili Ziedner – Borgmästarinna i Grönköping
- Valdemar Dalquist – Borgmästare
- Theodor Berthels – Bimbo Bimbini, cirkusdirektör
- Hildur Poersch – Billa, hans dotter
- Hulda Malmström – La Foletta, cirkusdirektris
- John Norrman – Garibaldi K Pettersson
- Bror Nernst – Uno, hans son
- Carl Borin – Polis
- Mr Lofton – Wumba Bumba, cirkusens neger
- Eric Gustafsson
- Hugo Tranberg